# João Maria Balen

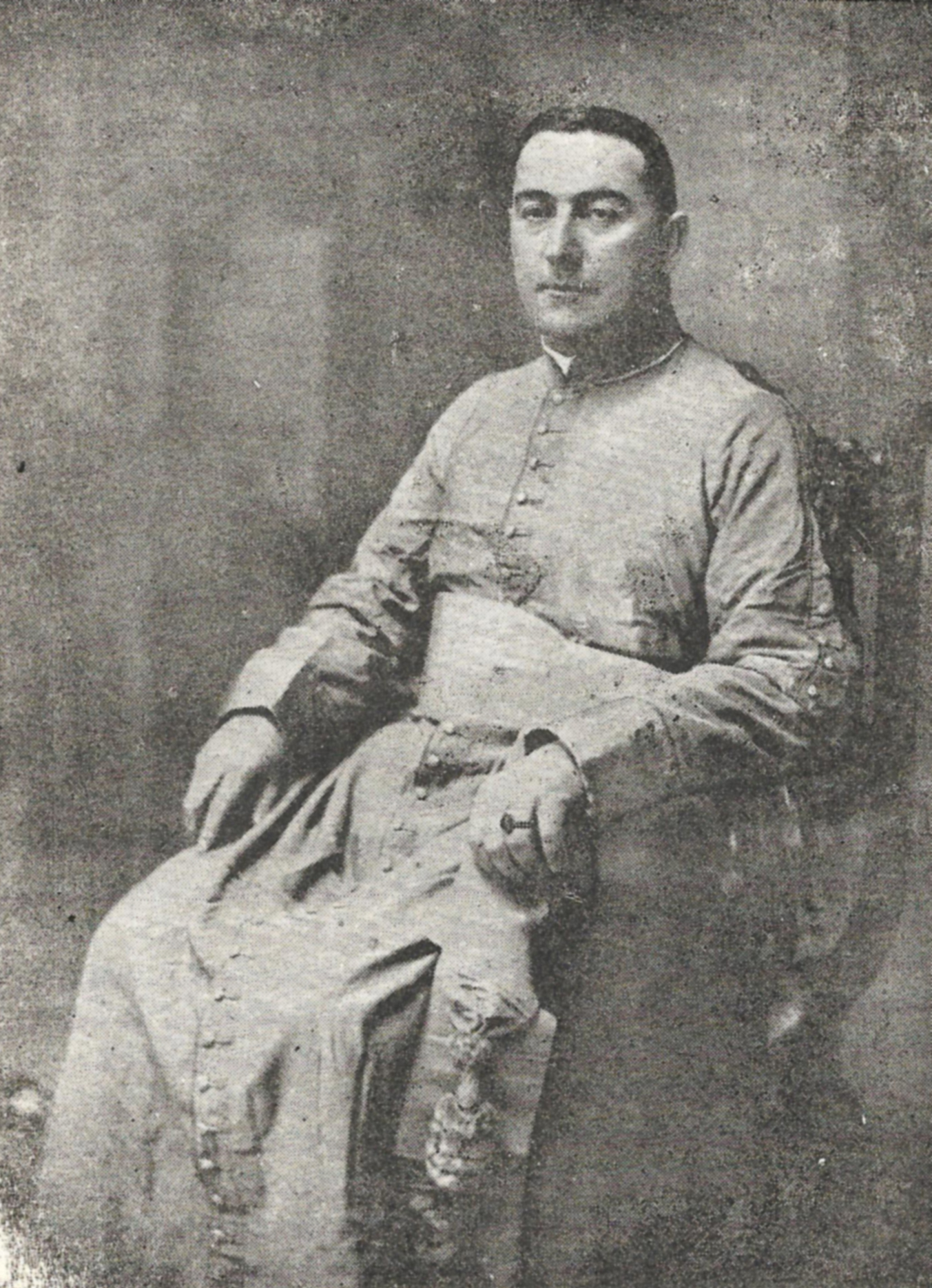
João Maria Balen.

João Maria Bento Balen (Caxias do Sul, 1º abril de 1887 Ver nota  — Porto Alegre, 18 de janeiro de 1978) foi um clérigo católico, professor, jornalista e historiador brasileiro. Seu sobrenome aparece muitas vezes grafado Balem ou Balém.
Era filho de Francisco e Maria Angela Balen. Ingressou no Seminário São José de Pareci e concluiu o curso secundário em 1905. No ano seguinte dirigiu-se a Porto Alegre para complementar estudos religiosos no Seminário Maior. Formou-se em Teologia e Direito Canônico na Universidade Gregoriana de Roma e ordenou-se sacerdote em 1911. Em 1916 foi eleito cônego teologal da Catedral de Caxias do Sul. Exerceu considerável influência política na cidade em um período de grandes disputas.
Depois radicou-se em Porto Alegre. Ali deu aulas no Colégio Americano, foi vigário da Igreja de Nossa Senhora da Glória, capelão do Convento do Carmo e das Irmandades de São Miguel e Almas, da Madre de Deus e do Espírito Santo, sub-secretário da Arquidiocese e membro do Tribunal Matrimonial Eclesiástico. Foi diretor das obras da nova Catedral Metropolitana e exerceu a função de cura da Sé. Em 1947 foi nomeado arcediago do Capítulo Metropolitano.
Deixou importante contribuição para a historiografia do estado através dos livros A Primeira Paróquia de Porto Alegre, Jurisdição Eclesiástica sobre o Rio Grande do Sul, História do Catolicismo no Rio Grande do Sul, A Catedral de Porto Alegre, A Fundação de Porto Alegre e A Paróquia de São José de Taquara no centenário da colonização açoriana do Rio Grande do Sul (1752-1952). Colaborou no artigo "A Igreja Católica no Rio Grande do Sul até 1912" escrito para a Enciclopédia Rio-Grandense, escreveu um ensaio sobre a contribuição dos sacerdotes e congregações para o desenvolvimento social, educativo e cultural das colônias italianas do estado, para o álbum oficial Cinquantenario della Colonizzazione Italiana nel Rio Grande del Sud, 1875-1925, o artigo "O desenvolvimento religioso no Rio Grande do Sul" para os Anais do Seminário de Estudos Gaúchos e publicou inúmeros outros artigos na imprensa, tratando da história da Igreja no Rio Grande do Sul, biografando clérigos ilustres e fazendo a crítica dos costumes. Também deixou trabalho relevante compilando os registros de chegada dos primeiros colonizadores de Caxias do Sul, material depois aproveitado por Mário Gardelin e Rovílio Costa em suas publicações sobre o povoamento da região colonial. Foi historiador oficial da Arquidiocese, membro perpétuo do Instituto Histórico e Geográfico do Rio Grande do Sul e redator dos jornais Atualidade e O Regional. Recebeu muitos elogios e homenagens no seu jubileu sacerdotal em 1961, quando foram assinalados os relevantes serviços que prestara ao longo de sua carreira.